# Prefettura di Assoli
La prefettura di Assoli è una prefettura del Togo situato nella regione di Kara con 51 491 abitanti al censimento 2010. Il capoluogo è la città di Bafilo.

## Località
Nella prefettura sono presenti le seguenti località:
Abakouande, Afoudi, Agarade, Agbandaode, Agouebou, Akoutia, Aledjame, Aledjo Kadara, Aleheride, Bafilo, Bodoude, Bola, Bomboua, Dako, Djandje, Djanguela, Doukorode, Effolo, Fadao, Fazade, Flandi, Foulenda, Gande, Gnata, Groungouboui, Hungbeu, Kadieka, Kado, Kajalawa, Kajamboue, Kangandem, Kao, Katai, Kemini, Kiande, Kolanda, Kolo, Koumande, Kpalanda, Kpayando, Kpayaora, Lakodayo, Lamba, Loukou, Noumbanda, Pampouelou, Payambou, Paywawaya, Peou, Pewa, Soreda, Sorogadanga, Soudore, Soudou, Soulou, Tadoum, Tafdeman, Tamboulado, Taou, Tchambao, Tchonoro, Tchoubona, Tiavaleme, Touazi, Watalangue.